# قطعنامه ۶۹۱ شورای امنیت
قطعنامه ۶۹۱ شورای امنیت سازمان ملل متحد که در تاریخ ۰۶ مه ۱۹۹۱ تصویب شد، سندی بین‌المللی دربارهٔ آمریکای مرکزی است. این قطعنامه طی نشست ۲۹۸۶ام با ۱۵ رای موافق، ۰ مخالف و ۰ ممتنع تصویب شد.